# Вама-Марга
Вама-Марга (рум. Vama Marga) — село у повіті Караш-Северін в Румунії. Входить до складу комуни Марга.
Село розташоване на відстані 306 км на північний захід від Бухареста, 54 км на північний схід від Решиці, 103 км на схід від Тімішоари.

## Населення
За даними перепису населення 2002 року у селі проживали 88 осіб, усі — румуни. Усі жителі села рідною мовою назвали румунську.